# Buisán
Buisán ist ein spanischer Ort in den Pyrenäen in der Provinz Huesca der Autonomen Gemeinschaft Aragonien. Der Ort gehört zur Gemeinde Fanlo. Buisán hatte im Jahr 2015 sieben Einwohner. Buisán liegt im Valle de Vio.

## Sehenswürdigkeiten
- Romanische Pfarrkirche San Juan Bautista, erbaut im 13. Jahrhundert (Bien de Interés Cultural)